# Jan Ove Pedersen
Pour les articles homonymes, voir Pedersen.
Jan Ove Pedersen, né le 12 novembre 1968 à Oslo (Norvège), est un footballeur norvégien, qui évoluait au poste de Milieu de terrain au Lillestrøm SK et en équipe de Norvège.
Pedersen a marqué un but lors de ses dix-sept sélections avec l'équipe de Norvège entre 1988 et 1994.

## Carrière
- 1988-1995 : Lillestrøm SK
- 1996-1999 : SK Brann
- 1996-1997 : Cercle Bruges
- 1997-1998 : Hartlepool United
- 1999-2005 : SC Bregenz

## Palmarès

### En équipe nationale
- 17 sélections et 1 but avec l'équipe de Norvège entre 1988 et 1994.

### Avec Lillestrøm SK
- Vainqueur du Championnat de Norvège de football en 1989.